# Brusago
Brusago, (Brusach o Brüsàch in dialetto trentino), è una frazione del comune di Bedollo, in provincia di Trento ed è il paese più a nord dell'intero Altopiano di Piné.

## Monumenti e luoghi d'interesse
- Chiesa della Madonna del Buonconsiglio, costruita nel 1956 dove sorgeva un precedente edificio realizzato tra il 1766 e il 1773.[3]

## Sport e manifestazioni

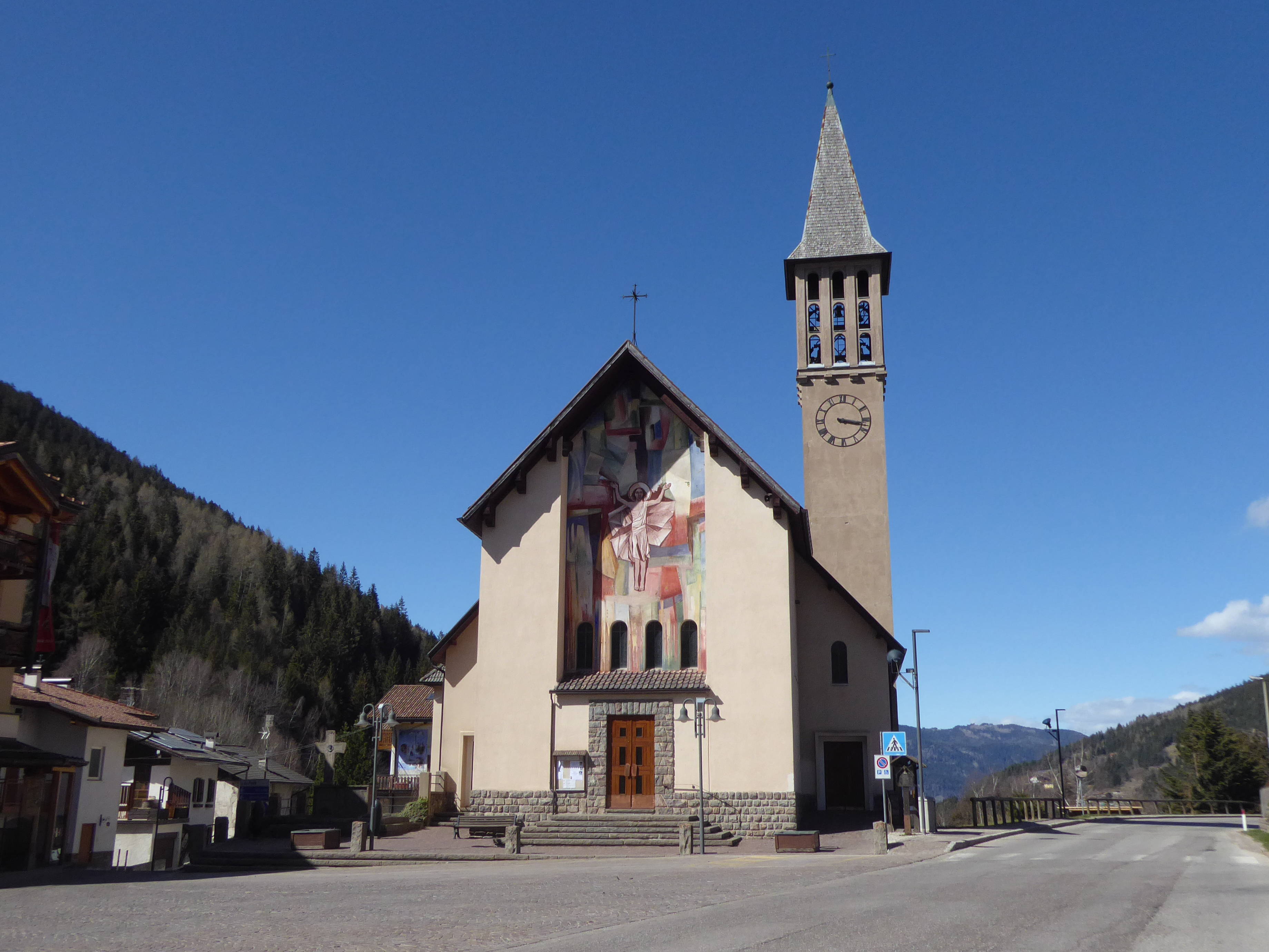
La chiesa della Madonna del Buonconsiglio

A sud del centro abitato si trova il laghetto delle Buse, un lago semi-artificiale con un isolotto, in cui si pratica la pesca sportiva.
Ogni anno, tra fine agosto e inizio settembre, nei pressi del laghetto delle Buse di Brusago, si svolge una manifestazione che ricorda il passaggio di Napoleone sull'Altopiano di Piné.